# 清泉镇 (桂东县)
清泉镇为湖南省桂东县下辖镇，1994年5月撤销大地乡设立，因泉江流经境内得名。2000年第五次人口普查，常住人口9,063人共2,315户，本地户籍9,010人。镇政府驻大地圩；全镇辖1个社区、7个行政村。

## 行政区划
清泉镇下辖泉江社区、同罗村、下丹村、中坑村、里地村、大地村、秋坪村和庄川村 。

## 历史与民俗
清泉始建于清朝乾隆年间，俗称廖家场，民国初称太平镇。1953年5月划归江西省管辖，1957年9月复归湖南。1957年9月并入新华公社，1961年5月设大地人民公社，1984年改名为大地乡，1994年5月撤乡建镇更名清泉镇。居民方言桂东方言和客家话，兼具湘赣两省民俗，汉、畲两族混居，中坑畲族村为畲族聚居地。  